# 戴熙

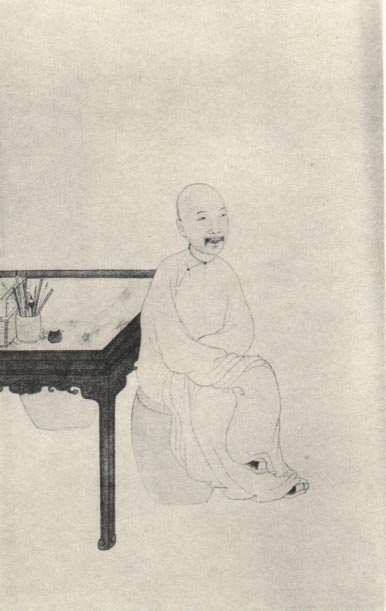
戴熙

戴熙（1801年—1860年），字醇士，號鹿床、鹿床居士、棆庵、莼溪、松屏、孟辛、井東居士等，浙江錢塘（今杭州市）人，清代政治人物、畫家，進士出身。

## 生平
道光十二年（1832年）進士，咸豐年間任職翰林院，官至兵部右侍郎。太平天國事起，在籍辦團練，退休後主講崇文書院，太平軍入杭州，乃賦絕命詞，投池死。

## 艺术成就

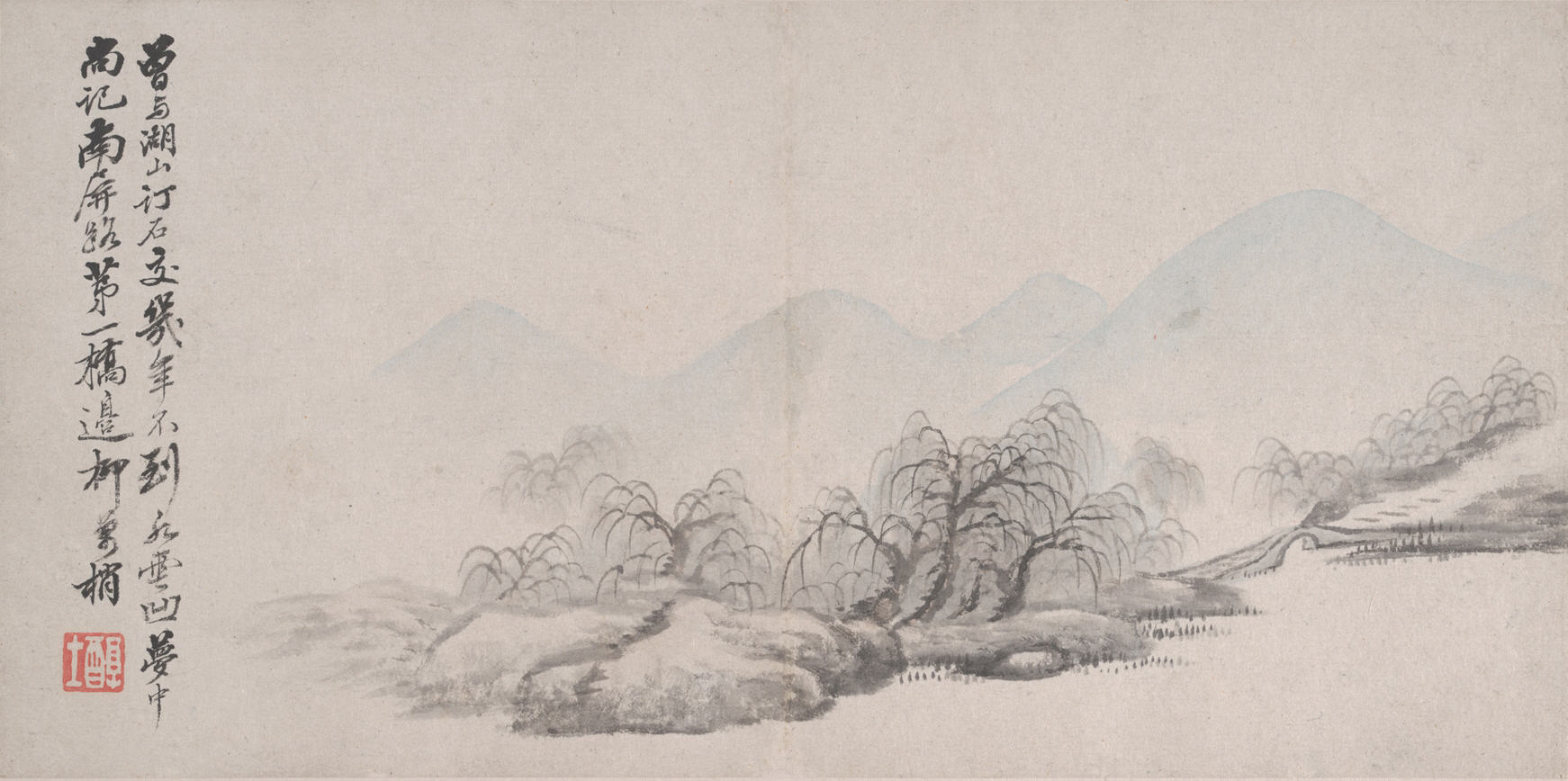
戴熙画作

其山水師法王翬虞山派，也接近於婁東派，山水“多用擦筆，山石以幹墨作皴，然後以濕筆渲染”，筆致峻削雄健，但略顯呆板。亦善畫竹石小品及花卉。與方薰、奚岡、湯貽汾齊名，並稱“方奚湯戴”。

## 作品
有《山水長卷》、《重巒密樹圖》傳世。
著有《畫絮》、《粵雅集》。

## 影视形象
网络剧《古董局中局之鉴墨寻瓷》中的戴熙由沈保平饰演。

## 延伸阅读
[在维基数据编辑]
 《清史稿·卷399》，出自趙爾巽《清史稿》
 在维基共享资源阅览影像